# Tratado de Nerchinsk

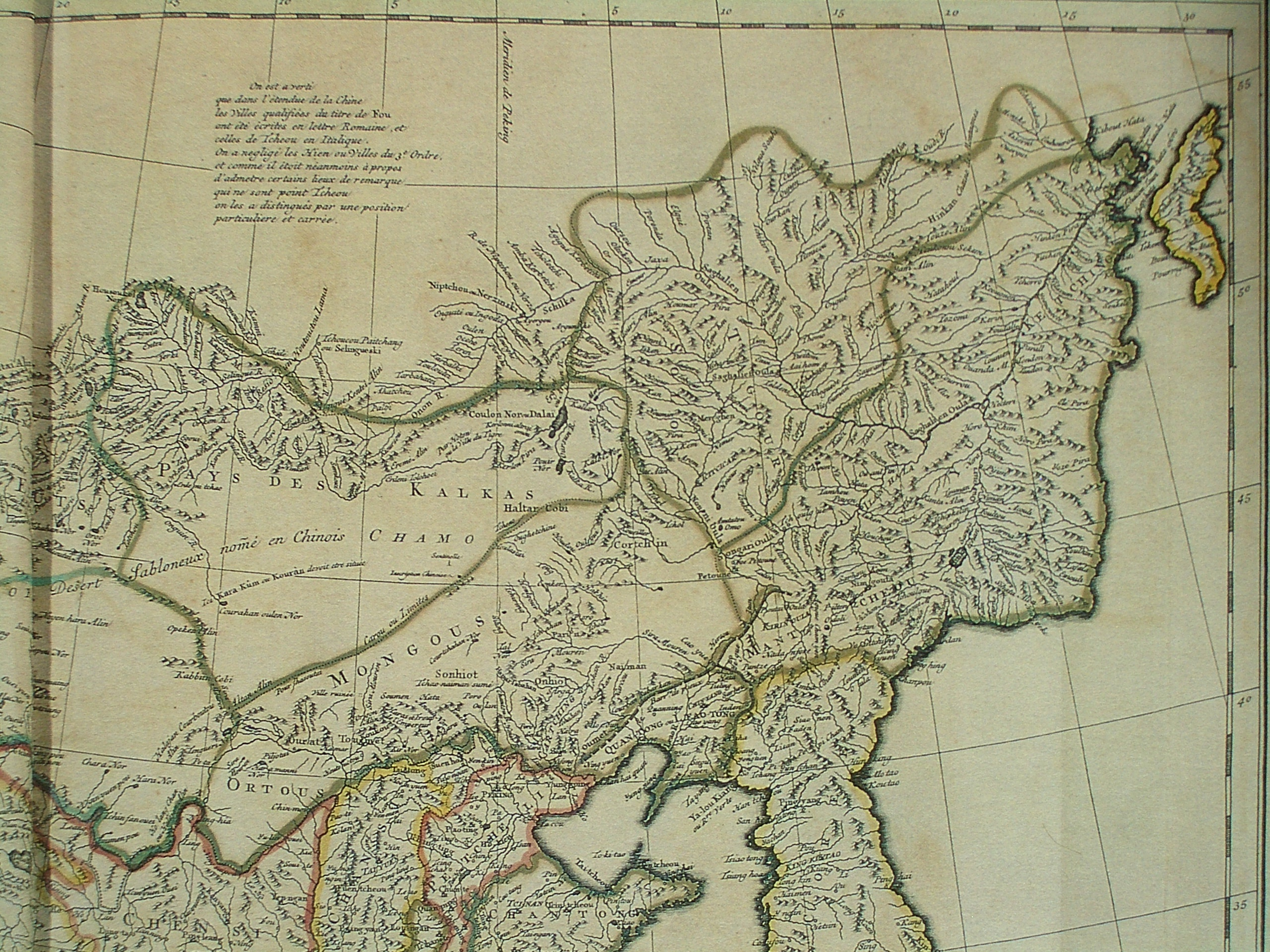
A fronteira norte da "Tartária Chinesa", neste mapa de 1734, era semelhante à fronteira sino-russa estabelecida em Nerchinsk. Nerchinsk surge no mapa do lado russo.

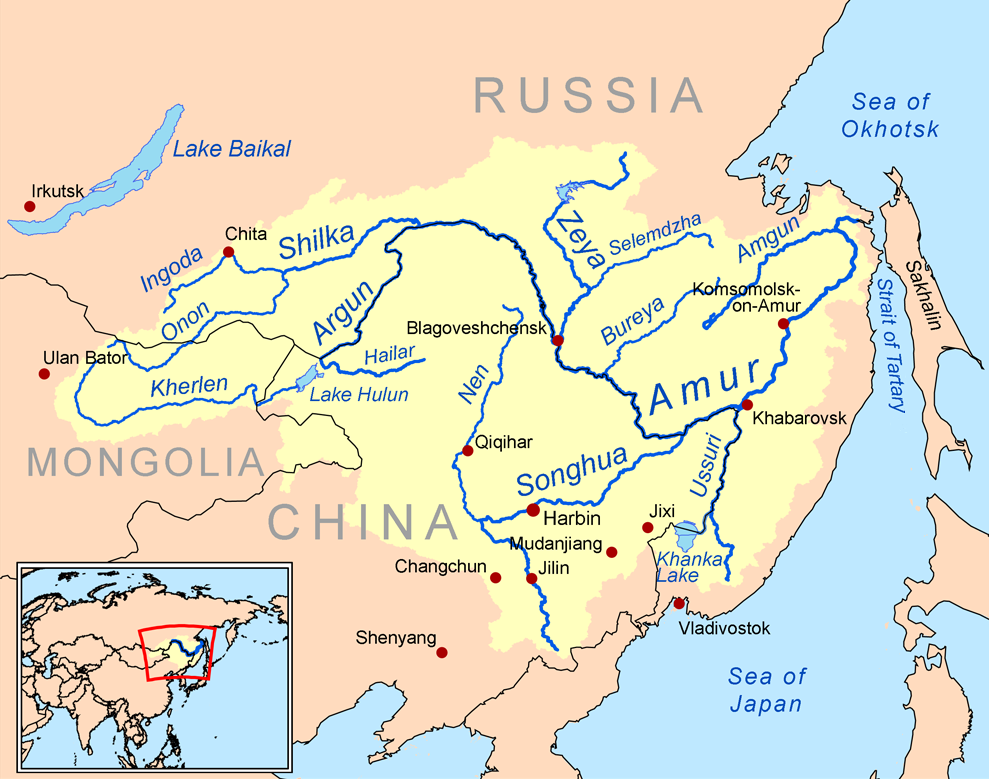
Bacia Hidrográfica do Rio Amur.

O Tratado de Nerchinsk, assinado a 27 de agosto de 1689, foi o primeiro subscrito pela China com uma potência da Europa, neste caso o Czarado da Rússia. O tratado delimitava as fronteiras entre China e Rússia e punha fim a uma série de conflitos entre as tropas chinesas estacionadas em Manchúria e diversas colônias russas como Albazin e Nerchinsk, povoadas na sua maior parte por cossacos.

## O Tratado
O Tratado foi assinado por  F. A. Golovin, I. O. Vlasov and S. Kornitsky, representado o Império Russo, e Songgotu, Tung Gaughan and Lanthan, representando a Dinastia Qing.
Foram produzidas versões em russo, manchu e em latim.
Esse tratado foi precedido por um conflito militar iniciado na década de 1680, no qual as duas potências disputaram a região do Rio Amur.
Na época da assinatura do Tratado, Nerchinsk estava sitiada por tropas da Dinastia Qing.
Por meio deste tratado, o Império Russo deixou de exercer o controle sobre quase todas as terras do curso superior do Rio Amur, Albazin foi abandonada pelos russos. Por outro lado, a Dinastia Qing se comprometeu a não ocupar a região de Albazin.
O Tratado também permitiu o comércio mútuo entre os cidadãos do Império Russo e súditos da Dinastia Qing.
O Tratado de Nerchinsk foi falho pois tinha uma série de imprecisões nas delimitações das fronteiras, pois, no momento da assinatura, as partes não tinham nenhum mapa preciso da região. Além disso as versões em russo, em manchu, e em latim não eram idênticas.
Por meio deste tratado, Rússia renunciava a qualquer reclamação sobre a região do Rio Amur, que até então fora a sua via de saída para o Mar de Okhotsk, e reconhecia os limites do seu império na cordilheira de Stanovoi e o rio Argun. Em consequência, Albazin, que ficava em território chinês, foi destruída e abandonada. Pedro o Grande conseguia como contrapartida uma paz duradoura com o Imperador Kangxi e os seus descentes, ademais de privilegiadas relações comerciais com o Império Qing. Na assinatura do tratado foram de vital importância os missionários jesuítas da Corte de Kangxi, nomeadamente Jean-François Gerbillon e Tomás Pereira, que serviram como tradutores do chinês para o latim, idioma que os oficiais russos conheciam.
As condições de Nerchinsk mantiveram-se até à assinatura dos tratados de Aigun (1858) e Pequim (1860), quando Rússia forçou a enfraquecida Dinastia Qing a ceder-lhe importantes territórios na zona do rio Amur e Ásia Central em troca de praticamente nada. Estes últimos tratados estabeleceram a maioria das atuais fronteiras da China e Mongólia.